# Marco Perissa
Marco Perissa (Roma, 22 maggio 1982) è un politico e dirigente sportivo italiano, dal 13 ottobre 2022 deputato alla Camera per Fratelli d'Italia, è stato il primo  presidente di Gioventù Nazionale.

## Biografia
Dopo aver conseguito la maturità scientifica presso il liceo scientifico Giuseppe Peano di Roma, consegue la laurea magistrale in Scienze Economiche. Sposato, è padre di una bambina.

## Attività sportiva
Ex nuotatore, medaglia d’argento ai campionati nazionali di categoria della Federazione Italiana Nuoto, più volte campione regionale nei campionati giovanili federali. Dopo aver lasciato l’agonismo, diventa insegnante di nuoto ed allenatore di una squadra agonistica.
Imprenditore nel settore sportivo, nel 2009 diventa presidente nazionale dell'OPES, che porterà ad essere riconosciuto come Ente di promozione sportiva dal CONI nel 2012. Verrà riconfermato alla presidenza dell’ente nel 2012, 2016 e 2021, fino al 2022.
Nel 2021 viene eletto membro del Consiglio Nazionale del CONI e viene insignito della Stella d’Oro al Merito Sportivo.

## Attività politica
Si avvicina alla politica in gioventù, dal 1998 al 2001 è stato rappresentante studentesco fino ad essere il Presidente della Commissione edilizia della Consulta Provinciale degli Studenti di Roma.
Tra gli animatori di Atreju, dal 2004 al 2009 è stato il responsabile romano di Azione Studentesca, movimento studentesco di Alleanza Nazionale e delegato al Forum delle Associazioni Studentesche istituito presso il Ministero dell'istruzione, dell'università e della ricerca.
Nel 2008 viene eletto consigliere nell'XI municipio (attuale VIII) di Roma.
Con lo scioglimento di Alleanza Nazionale, nel 2009 aderisce al Popolo della Libertà diventando presidente del consiglio nazionale della Giovane Italia e membro dell’Esecutivo Nazionale.
Nel giugno 2012 assume la presidenza della Giovane Italia, incarico che conserva sino al dicembre dello stesso anno, quando rassegna le sue dimissioni per aderire a Fratelli d'Italia di cui assume il coordinamento dei giovani, diventando anche membro dell’Esecutivo Nazionale.
Nel 2013 è candidato alla Camera dei deputati per Fratelli d’Italia nella circoscrizione Lazio 1 senza essere eletto.
Il 5 maggio 2014 fonda Gioventù Nazionale, organizzazione giovanile di Fratelli d’Italia e resta alla guida del movimento fino al settembre del 2017, venendo succeduto da Fabio Roscani.
Nel marzo del 2024 viene eletto Presidente del coordinamento romano di Fratelli d’Italia.

### Elezione a deputato
Alle elezioni politiche anticipate del 2022 viene candidato alla Camera dei deputati, tra le liste di FdI nel collegio plurinominale Piemonte 1 – 01, risultando eletto deputato. Nella XIX legislatura è segretario della VII Commissione Cultura, scienza e Istruzione e Vicepresidente della Commissione parlamentare di inchiesta sulle condizioni di sicurezza e sullo stato di degrado delle città e delle loro periferie.